# Пылево
Пылево — опустевшая деревня в Весьегонском муниципальном округе Тверской области России.

## География
Деревня расположена в 40 км на запад от районного центра города Весьегонска. 

## История
В 1742 году в сельце Пылеве была построена деревянная Знаменская церковь с 2 престолами.
В конце XIX — начале XX века деревня Пылево входила в состав Любегощской волости Весьегонского уезда Тверской губернии. 
С 1929 года деревня входила в состав Аблазинского сельсовета Весьегонского района Бежецкого округа Московской области, с 1935 года — в составе Калининской области, с 1994 года — в составе Любегощинского сельского округа, с 2005 года — в составе Любегощинского сельского поселения, с 2019 года — в составе Весьегонского муниципального округа. 

## Население
| 1859 | 2010 |
| ---- | ---- |
| 24   | ↘0   |